# Maximilian Trummer
Maximilian Trummer (* 2. Dezember 1995 in Graz) ist ein österreichischer Beachvolleyballspieler.

## Karriere
Trummer spielte 2015 und 2016 an der Seite von Philipp Waller, Fabian Kriener, Robert Moser und Moritz Pristauz auf nationalen Turnieren und erreichte dabei einige neunte Plätze. Mit Pristauz wurde er 2016 in Thessaloniki nach einer Finalniederlage gegen das norwegische Duo Mol/Sørum Vize-Europameister der U22. 2017 spielte er die Austrian Beach Volleyball Tour mit Waller und wurde Fünfter in Neusiedl am See und Wolfurt.
2018 bildete Trummer ein neues Duo mit Felix Friedl. Trummer/Friedl erreichten im ersten gemeinsamen Jahr auf der FIVB World Tour unter anderem zwei fünfte Plätze bei den 1-Stern-Turnieren  in Manila und Poreč. Bei der Studierenden-Weltmeisterschaft in München verpassten sie als Vierte knapp eine Medaille. Das gleiche Ergebnis gab es beim MEVZA-Turnier in Prag. National war der vierte Platz in Wolfurt das beste Ergebnis der Saison.
2019 spielte Trummer nach dem frühen Aus in Sydney (3 Sterne) mit Simon Baldauf und wurde mit ihm Vierter in Boracay (1 Stern) und Fünfter beim nationalen Turnier in Wallsee. Trummer/Friedl belegten den vierten Platz beim 1-Stern-Turnier in Ios. Bei weiteren Turnieren dieser Kategorie wurde Trummer in Ljubljana mit Michael Murauer Neunter in Knokke-Heist mit Mathias Seiser Dritter. National wurde er mit Friedl in Graz und mit Lorenz Petutschnig in Rabenstein jeweils Dritter. Bei der österreichischen Meisterschaft schieden Trummer/Friedl in der dritten Runde aus. Im Oktober spielten sie noch in Quinzhou.
Anfang 2020 kamen sie auf den 25. Platz in Phnom Penh (2 Sterne). Bei den 1-Sterne-Turnieren in Ljubljana und Baden wurden sie Fünfte und Neunte. National erreichten sie nach dem neunten Platz in Wolfurt dieses Ergebnis auch mit dem Aus im Achtelfinale bei der nationalen Meisterschaft. Anfang 2021 kamen Trummer/Friedl bei der German Beach Trophy in Düsseldorf ins Playoff-Viertelfinale, das sie gegen John/Kulzer verloren.